# Burlöv
Burlöv è un comune svedese di 16 721 abitanti, situato nella contea di Scania. Il suo capoluogo è la città di Arlöv. È la penultima municipalità svedese per superficie.

## Località
Nel territorio comunale sono comprese le seguenti aree urbane (tätort):
| # | Località               | Popolazione |
| - | ---------------------- | ----------- |
| 1 | Arlöv (parte di Malmö) | 9 108       |
| 2 | Åkarp                  | 5 393       |
| 3 | Burlövs egnahem        | 523         |

## Amministrazione

### Gemellaggi
- Anklam
- Kaliningrad